# Shenzhen Open 2019
Lo Shenzhen Open 2019 è stato un torneo di tennis che si è giocato all'aperto sul cemento. È stata la 7ª edizione dello Shenzhen Open, torneo facente parte della categoria International nell'ambito del WTA Tour 2019. Si è giocato allo Shenzhen Longgang Tennis Centre di Shenzhen, in Cina, dal 31 dicembre 2018 al 5 gennaio 2019.

## Partecipanti

### Teste di serie
| Giocatrice  | Nazionalità              | Ranking* | Testa di serie |
| ----------- | ------------------------ | -------- | -------------- |
| Bielorussia | Aryna Sabalenka          | 13       | 1              |
| Francia     | Caroline Garcia          | 19       | 2              |
| Cina        | Wang Qiang               | 20       | 3              |
| Lettonia    | Jeļena Ostapenko         | 22       | 4              |
| Russia      | Marija Šarapova          | 29       | 5              |
| Cina        | Zheng Saisai             | 39       | 6              |
| Cina        | Zhang Shuai              | 40       | 7              |
| Russia      | Anastasija Pavljučenkova | 42       | 8              |

* Ranking al 24 dicembre 2018.

### Altre partecipanti
Le seguenti giocatrici hanno ricevuto una wildcard per il tabellone principale:
- Peng Shuai
- Wang Xinyu
- Vera Zvonarëva

La seguente giocatrice è entrata in tabellone tramite il ranking protetto:
- Timea Bacsinszky

Le seguenti giocatrici sono passate dalle qualificazioni:

- Ivana Jorović
- Veronika Kudermetova
- Monica Niculescu
- Xun Fangying

### Ritiri
Durante il torneo
- Peng Shuai
- Marija Šarapova
- Wang Xinyu
- Vera Zvonarëva

## Campionesse

### Singolare
Aryna Sabalenka ha battuto in finale  Alison Riske con il punteggio di 4-6, 7–6(2), 6-3.
- È il terzo titolo in carriera per Sabalenka, il primo della satagione.

### Doppio
Peng Shuai /  Yang Zhaoxuan hanno battuto in finale  Duan Yingying /  Renata Voráčová con il punteggio di 6-4, 6-3.